# Dompierre (album)
Albums de François Dompierre
De l’onde à l’infini
(1974) Concerto pour piano et orchestre
(1979)
Singles
1. Saute-mouton / Ragtime pour plus tard
Sortie : 1975
2. La Chasse-galerie / Vent d’ouest
Sortie : 1976
3. Hop Scotch / Ragtime For Ever
Sortie : 1977

Dompierre, aussi connu avec les noms Saute-Mouton ou Borne-fontaine, est un album double édité au Québec en 1975 par Barclay. Il s'agit d'une collection sur trois faces de pièces instrumentales orchestrales composées et arrangées par François Dompierre dans un rythme rock et qui s'est vendu à 80000 exemplaires. Sur l'étiquette au verso du second disque, il est écrit « Ne vous-y trompez pas surtout...un accident est si vite arrivé. » et le sillon sur le disque vinyle lui-même forme des écritures et des dessins créés par le caricaturiste Serge Chapleau. L'album a passé quarante-quatre semaines dans les charts et a tenu la premiere position durant quatre semaines
Dompierre a financé lui-même la production de cet album en hypothéquant sa maison pour 40 000$. Il raconte qu'il lui manquait un titre pour le compléter et il a improvisé la pièce Saute-Mouton qui a été un succès commercial lui rapportant 400 000 $ en atteignant la onzième position du palmarès. Ce 45-tours est réédité en 1977 pour le marché canadien et international avec les titres traduits à Hop Scotch et	Ragtime For Ever.
En 1976, Michel Éthier, a reçu le Prix Juno de l'ingénieur du son pour son travail sur cet album.
Une réédition de l'album est publiée en 1991, sur le label Analekta (AN 2 8301), intitulée Saute-Mouton, sur laquelle on y ajoute deux titres tirés de son album Hors d'oeuvres de 1981.

## Titres
| 1. | Ouverture-éclair       | 0:42 |
| 2. | Labyrinthe en la       | 3:33 |
| 3. | La Chasse-galerie      | 3:05 |
| 4. | Ballade pour Violaine  | 3:33 |
| 5. | Claustrophobeat        | 5:50 |
| 6. | Ragtime pour plus tard | 2:32 |

| 7.  | Le Chant du soleil d’hiver | 5:27 |
| 8.  | Vent d’est                 | 3:43 |
| 9.  | Vent d’ouest               | 2:44 |
| 10. | Saute-Mouton               | 2:56 |

| 11. | Pour elle toute seule | 3:20 |
| 12. | Mélomagie             | 5:48 |
| 13. | Bye bye               | 6:00 |

| 14. | Tir d'aile      | 3:22 |
| 15. | Meringue glacée | 3:09 |